# Baie de Käsmu
La baie de Käsmu (estonien : Käsmu laht), est une baie située au sud du golfe de Finlande dans la commune de Vihula en Estonie.

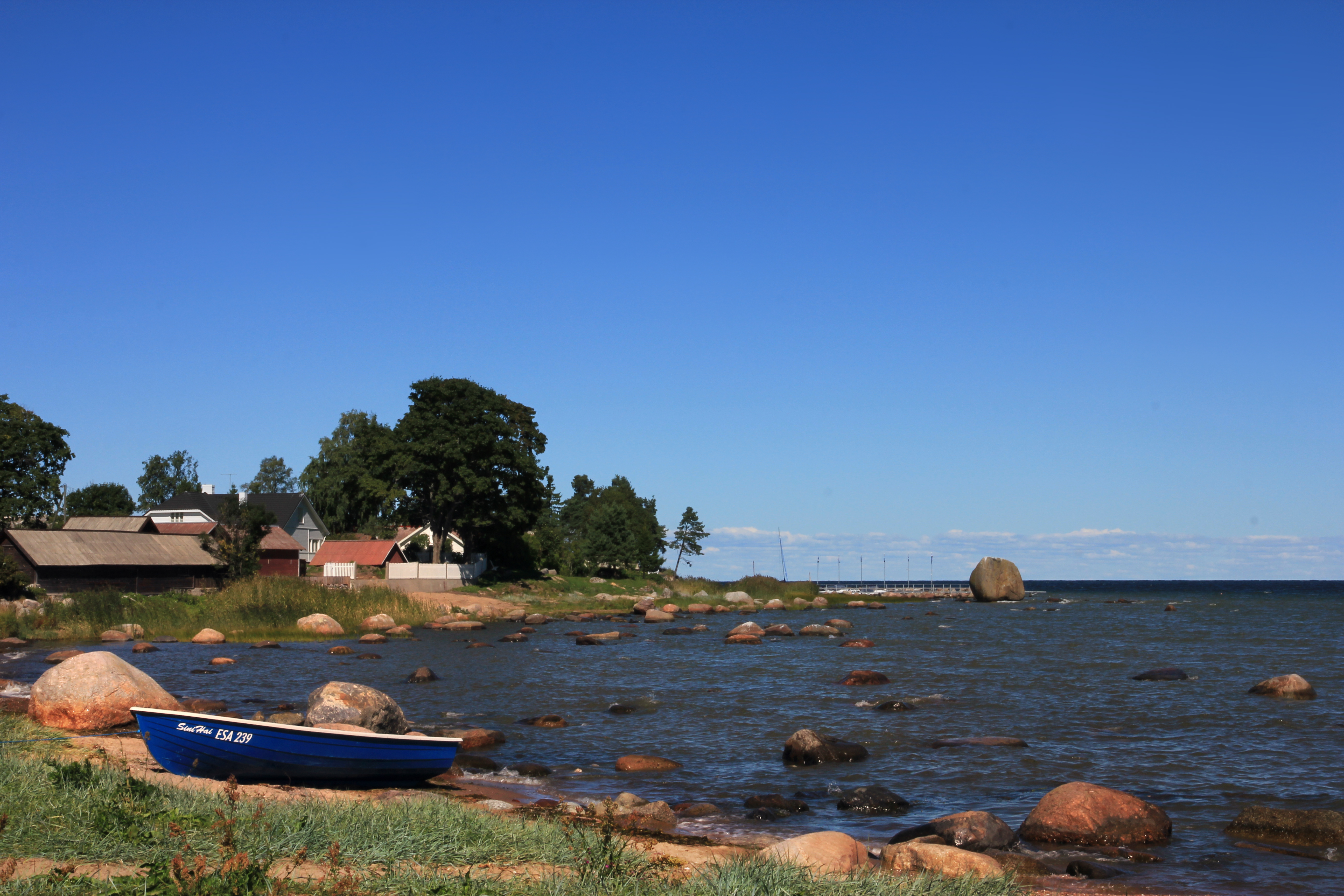
La baie de Käsmu.

## Géographie
La baie est située à l'ouest de la péninsule de  Käsmu.